# HD 203473
HD 203473 är en ensam stjärna belägen i den mellersta delen av stjärnbilden Lilla hästen. Den har en  skenbar magnitud av ca 8,23 och kräver åtminstone ett mindre teleskop för att kunna observeras. Baserat på parallax Gaia Data Release 2 på ca 13,7 mas, beräknas den befinna sig på ett avstånd på ca 237 ljusår (ca 73 parsek) från solen. Den rör sig närmare solen med en heliocentrisk radialhastighet på ca -62 km/s. År 2014 hade ingen följeslagare upptäckts vid stjärnan. 

## Egenskaper
HD 203473 är en gul till vit stjärna i huvudserien av spektralklass G6 V. Den har en massa som är ca 0,8 solmassor, en radie som är ca 1,5 solradier och har ca 2,3 gånger solens utstrålning av energi från dess fotosfär vid en effektiv temperatur av ca 5 800 K.

## Planetsystem
Under 2018 upptäckte N2K-undersökningen genom dopplerspektroskopi en exoplanet som kretsar kring HD 203473. Eftersom planeten upptäcktes på det sättet, är banans lutningsvinkel och planetens sanna massa okänd.
| Planet | Massa  | Halv storaxel (AE) | Siderisk omloppstid (d) | Excentricitet | Inklination | Radie |
| ------ | ------ | ------------------ | ----------------------- | ------------- | ----------- | ----- |
| b      | 7,8 MJ | 2,73               | 1 553                   | 0,289         | -           | -     |